# Euphorbia louwii
Euphorbia louwii es una especie de fanerógama perteneciente a la familia de las euforbiáceas.  Es originaria de Sudáfrica.

## Taxonomía
Euphorbia louwii fue descrita por  Leslie Charles Leach y publicado en Journal of South African Botany 46: 207. 1980.
Etimología
Euphorbia: nombre genérico que deriva del médico griego del rey Juba II de Mauritania (52 a 50 a. C. - 23), Euphorbus, en su honor – o en alusión a su gran vientre –  ya que usaba médicamente Euphorbia resinifera. En 1753 Carlos Linneo asignó el nombre a todo el género.
louwii: epíteto otorgado en honor del botánico de la Universidad Potchefstroom de Sudáfrica Wynand Jacobus Louw (1905 - 1992),  mantenedor del Herbario Goossens durante el periodo 1962 a 1970, quien descubrió la planta.